# Associazione Calcio Riunite Messina 1985-1986
Questa voce raccoglie le informazioni riguardanti l'Associazione Calcio Riunite Messina nelle competizioni ufficiali della stagione 1985-1986.

## Stagione
Nella stagione 1985-1986 il Messina disputa il girone B del campionato di Serie C1: con 45 punti ottiene il primo posto e dopo diciannove anni ritorna in Serie B. Il condottiero dei giallorossi è Franco Scoglio, confermato a furor di popolo dopo la precedente stagione in cui la promozione era sfuggita per un soffio. 
Il Messina parte forte fin da agosto in Coppa Italia, battendo in notturna in un Celeste stracolmo prima la Roma (che alla fine vincerà il torneo) e poi il Bari che quell'anno giocava in Serie A e uscendo indenne dagli incontri a Campobasso e Catanzaro e in casa con l'Ascoli (contro squadre che militavano in Serie B) riuscendo così sorprendentemente a superare l'ottavo girone di qualificazione con 7 punti, gli stessi della Roma, accedendo agli ottavi di finale, dove però il Messina a febbraio verrà estromesso dal Torino nel doppio confronto.
In campionato i giallorossi, che hanno i favori del pronostico, chiudono il girone di andata al primo posto con 23 punti, con una sola lunghezza di vantaggio sul Taranto, vantaggio che resta immutato al termine del torneo. Infatti nel girone di ritorno entrambe le squadre raccolgono 22 punti, piazzandosi prima e seconda e venendo perciò promosse nel campionato cadetto. 
Il miglior attacco della serie C1 è quello del Messina con ben 53 gol realizzati.
Nella Coppa Italia di Serie C il Messina entra in gioco nei sedicesimi, avendo disputato prima la più prestigiosa Coppa Italia nazionale, elimina nei sedicesimi di finale la Salernitana nel doppio confronto, negli ottavi di finale il Siracusa, mentre nei quarti di finale cede il passaggio alle semifinali al Monopoli.
Tra i giallorossi due giocatori salgono in doppia cifra nei marcatori: il centrocampista Catalano autore di 14 reti (una in Coppa Italia e tredici in campionato) di cui 2 su rigore e Totò Schillaci con 12 reti (delle quali una in Coppa Italia e undici in campionato).

## Rosa
| N. |                   | Ruolo | Calciatore        |
| -- | ----------------- | ----- | ----------------- |
|    | Italia (bandiera) | P     | Vincenzo Di Palma |
|    | Italia (bandiera) | P     | Enrico Nieri      |
|    | Italia (bandiera) | P     | Angelo Lucetti    |
|    | Italia (bandiera) | D     | Antonio Bellopede |
|    | Italia (bandiera) | D     | Silvio Cei        |
|    | Italia (bandiera) | D     | Nicolò Napoli     |
|    | Italia (bandiera) | D     | Attilio Papis     |
|    | Italia (bandiera) | D     | Romolo Rossi      |
|    | Italia (bandiera) | D     | Angelo Pace       |
|    | Italia (bandiera) | D     | Alessandro Romeo  |
|    | Italia (bandiera) | C     | Augusto Bonacci   |
|    | Italia (bandiera) | C     | Giuseppe Catalano |
|    | Italia (bandiera) | C     | Loris Dominissini |

| N. |                   | Ruolo | Calciatore            |
| -- | ----------------- | ----- | --------------------- |
|    | Italia (bandiera) | C     | Luciano Orati         |
|    | Italia (bandiera) | C     | Leonardo Rossi        |
|    | Italia (bandiera) | C     | Enrico Venditelli     |
|    | Italia (bandiera) | C     | Ignazio Papa          |
|    | Italia (bandiera) | C     | Ferdinando Pontoriero |
|    | Italia (bandiera) | A     | Giorgio Buffone       |
|    | Italia (bandiera) | A     | Franco Caccia         |
|    | Italia (bandiera) | A     | Alberto Diodicibus    |
|    | Italia (bandiera) | A     | Salvatore Schillaci   |
|    | Italia (bandiera) | A     | Paolo Tusino          |
|    | Italia (bandiera) | A     | Domenico Finocchio    |
|    | Italia (bandiera) | A     | Gaetano Silipigni     |

## Risultati

### Serie C1

#### Girone di andata
| Messina 22 settembre 1985 1ª giornata | Messina             | 0 – 0 | Taranto | Stadio Giovanni Celeste\| Arbitro: \| Bailo (Novi Ligure) \| |
| Arbitro:                              | Bailo (Novi Ligure) |       |         |                                                              |

| Livorno 29 settembre 1985 2ª giornata | Livorno         | 0 – 0 | Messina | Stadio Ardenza\| Arbitro: \| Bettini (Forlì) \| |
| Arbitro:                              | Bettini (Forlì) |       |         |                                                 |

| Arbitro: | Schiavon (Padova) |

|                       |           |  |
| Orati 20’ Buffone 37’ | Marcatori |  |

| Arbitro: | Pucci (Firenze) |

|           |           |            |
| Falco 75’ | Marcatori | 50’ Caccia |

| Arbitro: | Dal Forno (Ivrea) |

|                        |           |           |
| Orati 20’ Catalano 71’ | Marcatori | 66’ Suppa |

| Arbitro: | Scalise (Bologna) |

|                                         |           |                   |
| Tortelli 27’ Mucciarelli 43’ Casale 72’ | Marcatori | 50’, 86’ Catalano |

| Arbitro: | Grechi (Milano) |

|                |           |            |
| Castagnini 47’ | Marcatori | 49’ Napoli |

| Arbitro: | Calabretta (Catanzaro) |

|            |           |  |
| Tusino 85’ | Marcatori |  |

| Arbitro: | Nicchi (Arezzo) |

|                             |           |  |
| Silvestri 60’ Tavarilli 75’ | Marcatori |  |

| Arbitro: | Pucci (Firenze) |

|                   |           |  |
| Schillaci 1’, 60’ | Marcatori |  |

| Arbitro: | Guidi (Bologna) |

|                       |           |                 |
| Sansonetti 55’ (rig.) | Marcatori | 82’ Dominissini |

| Arbitro: | Picchio (Macerata) |

|            |           |  |
| Napoli 88’ | Marcatori |  |

| Arbitro: | Schiavon (Padova) |

|           |           |                                 |
| Rizzo 86’ | Marcatori | 23’, 55’ Schillaci 65’ Catalano |

| Arbitro: | Acri (Novi Ligure) |

|                                                                   |           |  |
| Schillaci 20’ Diodicibus 28’, 40’, 43’ Bellopede 60’ Catalano 65’ | Marcatori |  |

| Arbitro: | Stafoggia (Pesaro) |

|                                             |           |                  |
| Orati 5’ Schillaci 15’, 85’ Napoli 45’, 72’ | Marcatori | 28’, 60’ Lunerti |

| Arbitro: | Bettini (Forlì) |

|            |           |  |
| Fucina 76’ | Marcatori |  |

| Arbitro: | Nicchi (Arezzo) |

|                            |           |  |
| Schillaci 25’ Catalano 68’ | Marcatori |  |

#### Girone di ritorno
| Arbitro: | Acri (Novi Ligure) |

|                            |           |            |
| Maiellaro 15’ Paolucci 27’ | Marcatori | 39’ Napoli |

| Arbitro: | Grechi (Milano) |

|              |           |  |
| Catalano 67’ | Marcatori |  |

| Arbitro: | Scalise (Bologna) |

|            |           |           |
| Nuccio 30’ | Marcatori | 55’ Orati |

| Messina 16 febbraio 1986 21ª giornata | Messina            | 0 – 0 | Sorrento | Stadio Giovanni Celeste\| Arbitro: \| Mazzetti (Firenze) \| |
| Arbitro:                              | Mazzetti (Firenze) |       |          |                                                             |

| Arbitro: | Caprini (Perugia) |

|                       |           |           |
| Viscido 67’ Ricci 87’ | Marcatori | 17’ Orati |

| Arbitro: | Da Ros (Treviso) |

|                     |           |              |
| Orati 53’ Rossi 60’ | Marcatori | 54’ Tortelli |

| Arbitro: | Beschin (Legnago) |

|               |           |  |
| Schillaci 58’ | Marcatori |  |

| Arbitro: | Felicani (Bologna) |

|            |           |                                    |
| Laneri 67’ | Marcatori | 12’ Caccia 79’ Napoli 82’ Catalano |

| Arbitro: | Bettini (Forlì) |

|                                   |           |  |
| Rossi 2’ Catalano 25’ (rig.), 77’ | Marcatori |  |

| Arbitro: | Dal Forno (Ivrea) |

|              |           |           |
| Perrotta 42’ | Marcatori | 15’ Orati |

| Messina 13 aprile 1986 28ª giornata | Messina          | 0 – 0 | Casarano | Stadio Giovanni Celeste\| Arbitro: \| Ciaccio (Napoli) \| |
| Arbitro:                            | Ciaccio (Napoli) |       |          |                                                           |

| Arbitro: | Nicchi (Arezzo) |

|             |           |  |
| Accardi 27’ | Marcatori |  |

| Arbitro: | Pucci (Firenze) |

|                                                                     |           |                 |
| Diodicibus 22’ Catalano 24’ Napoli 61’ Venditelli 64’ Schillaci 81’ | Marcatori | 20’ V. Graziani |

| Arbitro: | Stafoggia (Pesaro) |

|                |           |              |
| De Tommasi 35’ | Marcatori | 30’ Catalano |

| Arbitro: | Scalise (Bologna) |

|  |           |               |
|  | Marcatori | 65’ Schillaci |

| Arbitro: | Grechi (Milano) |

|                                   |           |                         |
| Napoli 13’ Rossi 41’ Catalano 61’ | Marcatori | 10’ Simeoni 77’ Tivelli |

| Foggia 1º giugno 1986 34ª giornata | Foggia               | 0 – 0 | Messina | Stadio Pino Zaccheria\| Arbitro: \| Lombardi (La Spezia) \| |
| Arbitro:                           | Lombardi (La Spezia) |       |         |                                                             |

### Coppa Italia

#### Primo turno
| Arbitro: | Magni (Bergamo) |

|           |           |  |
| Orati 32’ | Marcatori |  |

| Arbitro: | Tarallo (Como) |

|             |           |                         |
| Bonesso 50’ | Marcatori | 13’ (aut.) Della Pietra |

| Arbitro: | Luci (Firenze) |

|               |           |  |
| Schillaci 56’ | Marcatori |  |

| Arbitro: | Testa (Prato) |

|                     |           |                |
| Catalano 42’ (rig.) | Marcatori | 16’ Incocciati |

| Catanzaro 4 settembre 1985 5ª giornata | Catanzaro          | 0 – 0 | Messina | Stadio Ceravolo\| Arbitro: \| Bianciardi (Siena) \| |
| Arbitro:                               | Bianciardi (Siena) |       |         |                                                     |

#### Fase finale
| Arbitro: | Tuveri (Cagliari) |

|                      |           |  |
| Sabato 65’ Rossi 68’ | Marcatori |  |

| Arbitro: | Pirandola (Lecce) |

|  |           |                          |
|  | Marcatori | 29’ Corradini 42’ Júnior |